# Pseudopotential

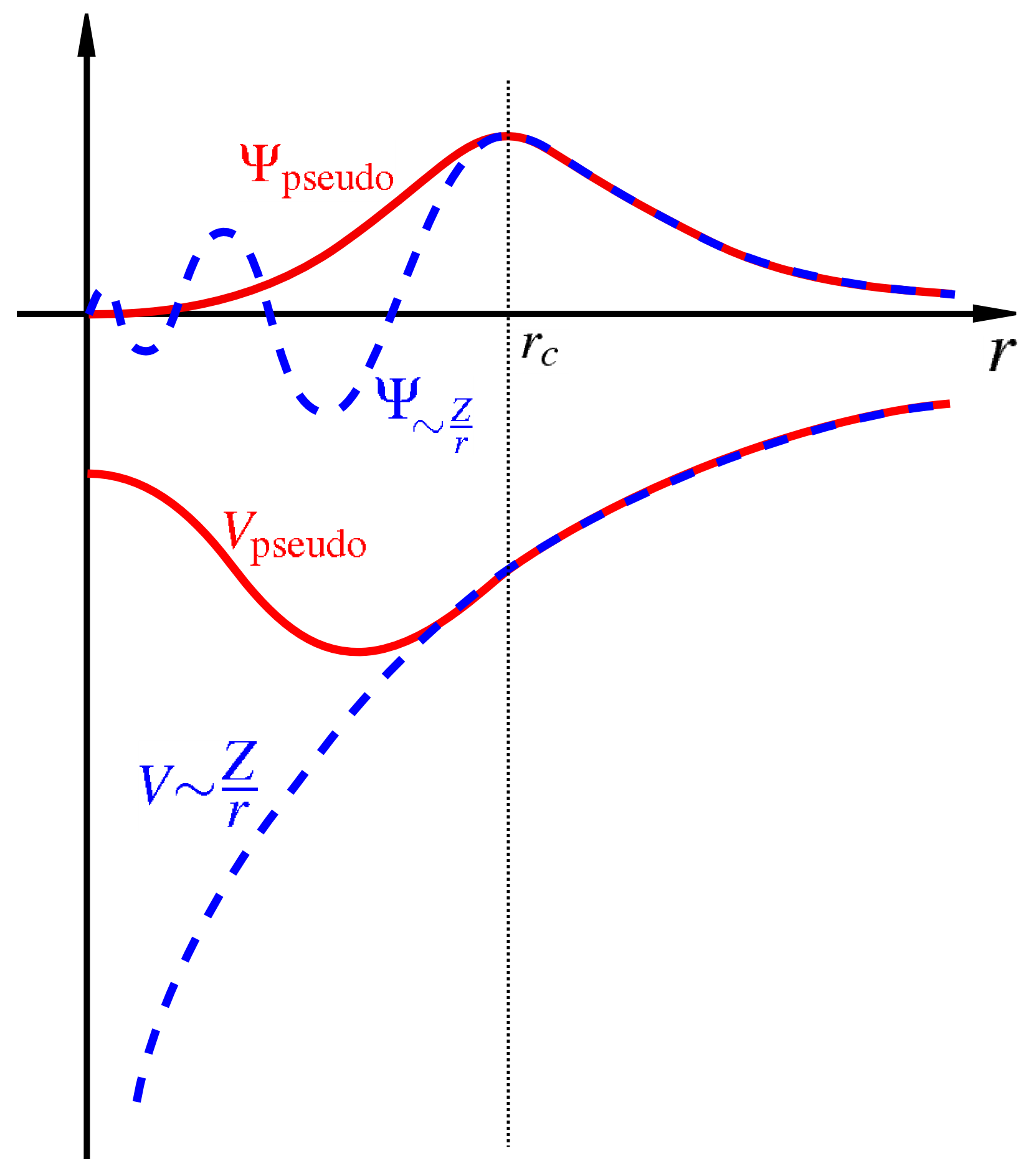
Vergleich einer 5s-Wellenfunktion im Coulomb-Potential des Nucleus (blau) mit einer im Pseudopotential (rot). Die echte und die Pseudo-Wellenfunktion und die Potentiale selbst stimmen oberhalb des Cutoff-Radius überein.

Der Pseudopotential-Formalismus in der Quantenmechanik ist ein Ansatz, um die rechenintensiven kernnahen (Nicht-Valenz-) Elektronen eines Atoms bzw. Ions sowie den Atomkern durch ein effektives Potential anzunähern. Diese Näherung ist möglich, da die kernnahen Elektronen kaum zu chemischen Bindungen beitragen. Valenzelektronen sind jedoch zu allen kernnahen Elektronen orthogonal, was zu einer starken Oszillation in Kernnähe und deshalb zu einem hohen Rechenaufwand führt. Zudem haben kernnahe Elektronen eine hohe Energie, was eine kurze Wellenlänge bedeutet, wodurch mit einer hohen Ortsauflösung gerechnet werden muss. Durch geschickte Wahl eines empirischen Potentials lässt sich der Aufwand zum Lösen der Schrödingergleichung massiv reduzieren. 
Die Wellenfunktion der Valenzelektronen ist dann orthogonal zu allen Kernzuständen.
Das Pseudopotential wurde zuerst 1934 von Hans Hellmann eingeführt. Die Methode fand weitverbreitete Anwendung in Bandstrukturrechnungen der Festkörperphysik, wobei James C. Phillips Ende der 1950er-Jahre ein Vorreiter war (später mit Marvin Cohen, Volker Heine und anderen). Auch der nigerianische Physiker Alexander Animalu leistete einen wichtigen Beitrag: Gemeinsam mit Volker Heine entwickelte er 1965 ein modellbasiertes, abgeschirmtes Pseudopotential für 25 Elemente, das sich als besonders einflussreich erwies. Bereits zuvor hatte Animalu die Theorie der nicht-lokalen dielektrischen Abschirmung in Metallen veröffentlicht, die als Grundlage für diese Arbeiten diente.

## Näherungen
1. Ein Ein-Elektron-Bild wird benutzt, um Elektronen in Kern- und Valenz-Satz aufzuteilen.
2. Frozen-Core-Approximation (Eingefrorener-Kern-Näherung): Die Ein-Elektron-Zustände des Kernanteils sind konstant.
3. Die Small-Core-Approximation (Kleiner-Kern-Näherung) nimmt an, dass die Kern- und Valenzzustände keine signifikante Überlappung haben und damit für das Austausch-Korrelations-Potenzial (siehe DFT) gilt: {\displaystyle E_{xc}(n_{\text{kern}}+n_{\text{valenz}})=E_{xc}(n_{\text{kern}})+E_{xc}(n_{\text{valenz}})}; Dies stimmt nicht immer, und dann kann die Technik der non-linear core corrections[3] zum Verbessern der Ergebnisse verwendet werden.

## Arten
Es werden zwei Klassen von Pseudopotentialen (PP) verwendet: Norm-conserving PP und Ultrasoft PP.
Norm-conserving (Norm-Erhaltend) PP: Außerhalb eines bestimmten Radius (cutoff-radius) sind die PP-Wellenfunktionen identisch mit den echten (all-electron) Wellenfunktion. Sie wurden zuerst 1979 von D. R. Hamann, M. Schlüter und C. Chiang vorgeschlagen. Ein Beispiel ist das BHS-PP von Bachelet, Hamann und Schlüter (1982).
Ultrasoft PP wurden von David Vanderbilt eingeführt und haben den Vorteil, dass die Wellenfunktionen noch „glatter“ sind, also für die gleiche Genauigkeit eine deutlich geringere Anzahl an ebenen Wellen zur Beschreibung benötigen, und somit die Rechenzeit noch geringer ist. Ein Nachteil dieser Potentiale ist aber, dass die Atomorbitale kein Orthonormalsystem mehr bilden.
Beide Arten von Pseudopotentialen sind „nicht-lokal“, das heißt, dass das Potential von der Drehimpulsquantenzahl {\displaystyle l} abhängt.